# جوزيف أ. بيبي
جوزيف أ. بيبي (بالإنجليزية: Joseph A. Pepe)‏ هو كاهن كاثوليكي أمريكي، ولد في 18 يونيو 1942 في فيلادلفيا في الولايات المتحدة.